# Rubus beijerinckii
Rubus beijerinckii är en rosväxtart som beskrevs av K. Meijer. Rubus beijerinckii ingår i släktet rubusar, och familjen rosväxter. Inga underarter finns listade i Catalogue of Life.